# 坂上どうぶつ王国
『坂上どうぶつ王国』（さかがみどうぶつおうこく）は、フジテレビ系列（一部地域を除く）で2018年10月12日から毎週金曜日 19:00 - 20:00（JST）に放送されている教養バラエティ番組であり、坂上忍の冠番組。

## 概要
2017年12月19日（火曜日）19:00 - 20:54に『坂上忍のどうぶつ珍プレー好プレー大賞』として放送された特番をレギュラー化したものである、『モノシリーのとっておき〜すんごい人がやってくる!〜』の後継番組として、放送開始した。
本番組は、坂上による教養バラエティ番組で、動物と人間が触れ合えることを目指す「どうぶつ王国」を作り上げるといった内容である。番組開始から3年半かけて、2022年4月に動物保護ハウス「さかがみ家」をオープンさせる。
元々はテレビ東京の『超かわいい映像連発!どうぶつピース!!』と同時間帯に放送していたが、2019年10月より木曜18:25 - 19:53に移動したので、裏番組ではなくなった。
2019年4月12日からは放送時間が3分拡大となり、20:00までの放送となった。
2019年7月26日には、直後放送の海外アニメ映画『ペット』（『金曜プレミアム』）との合体3時間SPを放送した
2020年1月1日には、2018年・2019年放送の『ニッポンよ!セカイを倒せ! フジヤマ 〜日本のNo.1vs世界のNo.1〜』に替わる元日特番として、『坂上どうぶつ王国Presents 1000人が本気で選んだ!激カワ!感動!爆笑!新春どうぶつ映像アワード』を18:00 - 21:00にフジテレビ系列で同時ネットで放送された。
2020年5月17日にテレビ東京の「緊急SOS!池の水ぜんぶ抜く大作戦」とコラボすることが発表された。内容は2020年3月6日放映分にて王国予定地の池に於いて生物調査を行ったことがきっかけで、その際に専門家から、「池の水を抜いたほうがいい」との発言があったので、坂上と親交があるテレビ東京プロデューサーの伊藤隆行にコラボを打診、今回のコラボに至ったという。
2021年1月1日には前年に続く正月特番として、『坂上どうぶつ王国 新春スペシャル』を18:00 - 21:00で放送した。
坂上が司会を務めた兄弟番組『バイキングMORE』は2022年4月1日の放送を以て終了となったが、出演曜日を絞り、本番組への出演を継続している。

## 備考
2021年11月12日、当初3時間スペシャルを19:00 - 21:58に放送予定だったが、『プロ野球セ・リーグクライマックスシリーズファイナルステージ第3戦 東京ヤクルト×巨人』（19:00 - 21:24）及び『ウワサのお客さま 特別編』（21:30 - 23:22）に変更されたため全局延期となった。当該回は12月10日に放送された。
2022年7月8日放送分は当初3時間スペシャルを19:00 - 21:58に放送予定だったが、安倍晋三元首相銃撃殺人事件に関する『FNN緊急特報』を放送する為に急遽放送延期になり、同月29日に緊急蔵出しと題して放送された。
2022年10月14日放送分は当初2時間スペシャルを19:00 - 20:54に放送予定だったが、『プロ野球セ・リーグクライマックスシリーズファイナルステージ第3戦 東京ヤクルト×阪神』を急遽放送（19:00 - 21:54）のため、当該回は2023年2月3日に2時間スペシャルとして放送延期された。
2023年6月2日放送分は急遽翌週分の放送回を一週間繰り上げて放送された。同日は各地域で豪雨による被害が出ていたことによる配慮だと思われる。「冒頭では急遽予定を変更してお送りします。」と表示された。予定された回は翌週に延期された。

## 放送時間
| 放送期間       | 放送期間      | 放送時間（JST）      |
| -------------- | ------------- | -------------------- |
| 2018年10月12日 | 2019年3月15日 | 金曜日 19:00 - 19:57 |
| 2019年4月12日  | 現在          | 金曜日 19:00 - 20:00 |

## 出演者
MC 
- 坂上忍

 SPレギュラー 
- 片平なぎさ

 レギュラー 
- サンドウィッチマン（伊達みきお・富澤たけし）
- くっきー!（野性爆弾）
- 髙橋海人（King & Prince）
- 堀田真由

「どうぶつ常識検定」出題
- 榎並大二郎

## ネット局
- 全編ローカルセールス枠のため、フジテレビ以外の通常時同時ネットとする局でも編成の都合上で時差ネットまたは臨時非ネットとする場合がある一方、通常時時差ネットまたは非ネットとする局[注 11]でも臨時同時ネット[注 12]で放送する場合がある。また当番組が19時開始のスペシャル[注 13]放送時に通常時時差ネットまたは非ネット局では時と場合によりフルネットまたは一部内容が放送されない20時からの短縮版をフジテレビからの裏送り同時ネットでの放送のどちらかとなる。3時間スペシャルがある日にプロ野球球団のある局が野球中継を行った場合は、後日に振替放送を行う。この時は3時間スペシャルあるいは短縮版の放送となる。

| 放送対象地域   | 放送局                    | 系列                          | 放送期間                     | 放送日時           | 遅れ       | 脚注                                    |
| -------------- | ------------------------- | ----------------------------- | ---------------------------- | ------------------ | ---------- | --------------------------------------- |
| 関東広域圏     | フジテレビ（CX）          | フジテレビ系列                | 2018年10月12日 -             | 金曜 19:00 - 20:00 | 【制作局】 | 【制作局】                              |
| 岩手県         | 岩手めんこいテレビ（mit） | フジテレビ系列                | 2018年10月12日 -             | 金曜 19:00 - 20:00 | 同時ネット |                                         |
| 宮城県         | 仙台放送（OX）            | フジテレビ系列                | 2018年10月12日 -             | 金曜 19:00 - 20:00 | 同時ネット | [ 注 14 ]                               |
| 秋田県         | 秋田テレビ（AKT）         | フジテレビ系列                | 2018年10月12日 -             | 金曜 19:00 - 20:00 | 同時ネット |                                         |
| 山形県         | さくらんぼテレビ（SAY）   | フジテレビ系列                | 2018年10月12日 -             | 金曜 19:00 - 20:00 | 同時ネット |                                         |
| 福島県         | 福島テレビ（FTV）         | フジテレビ系列                | 2018年10月12日 -             | 金曜 19:00 - 20:00 | 同時ネット |                                         |
| 新潟県         | NST新潟総合テレビ（NST）  | フジテレビ系列                | 2018年10月12日 -             | 金曜 19:00 - 20:00 | 同時ネット | [ 注 15 ]                               |
| 長野県         | 長野放送（NBS）           | フジテレビ系列                | 2018年10月12日 -             | 金曜 19:00 - 20:00 | 同時ネット |                                         |
| 静岡県         | テレビ静岡（SUT）         | フジテレビ系列                | 2018年10月12日 -             | 金曜 19:00 - 20:00 | 同時ネット | [ 注 16 ]                               |
| 富山県         | 富山テレビ（BBT）         | フジテレビ系列                | 2018年10月12日 -             | 金曜 19:00 - 20:00 | 同時ネット |                                         |
| 石川県         | 石川テレビ（ITC）         | フジテレビ系列                | 2018年10月12日 -             | 金曜 19:00 - 20:00 | 同時ネット |                                         |
| 中京広域圏     | 東海テレビ（THK）         | フジテレビ系列                | 2018年10月12日 -             | 金曜 19:00 - 20:00 | 同時ネット |                                         |
| 島根県・鳥取県 | さんいん中央テレビ（TSK） | フジテレビ系列                | 2018年10月12日 -             | 金曜 19:00 - 20:00 | 同時ネット |                                         |
| 広島県         | テレビ新広島（tss）       | フジテレビ系列                | 2018年10月12日 -             | 金曜 19:00 - 20:00 | 同時ネット |                                         |
| 高知県         | 高知さんさんテレビ（KSS） | フジテレビ系列                | 2018年10月12日 -             | 金曜 19:00 - 20:00 | 同時ネット |                                         |
| 佐賀県         | サガテレビ（STS）         | フジテレビ系列                | 2018年10月12日 -             | 金曜 19:00 - 20:00 | 同時ネット |                                         |
| 長崎県         | テレビ長崎（KTN）         | フジテレビ系列                | 2018年10月12日 -             | 金曜 19:00 - 20:00 | 同時ネット |                                         |
| 熊本県         | テレビくまもと（TKU）     | フジテレビ系列                | 2018年10月12日 -             | 金曜 19:00 - 20:00 | 同時ネット |                                         |
| 鹿児島県       | 鹿児島テレビ（KTS）       | フジテレビ系列                | 2018年10月12日 -             | 金曜 19:00 - 20:00 | 同時ネット |                                         |
| 福井県         | 福井テレビ（FTB）         | フジテレビ系列                | 2020年4月3日 -               | 金曜 19:00 - 20:00 | 同時ネット | [ 注 17 ]                               |
| 愛媛県         | テレビ愛媛（EBC）         | フジテレビ系列                | 2020年7月31日 -              | 金曜 19:00 - 20:00 | 同時ネット | [ 注 18 ] [ 注 19 ]                     |
| 近畿広域圏     | 関西テレビ（KTV）         | フジテレビ系列                | 2020年7月31日 -              | 金曜 19:00 - 20:00 | 同時ネット | [ 注 20 ] [ 注 21 ] [ 注 22 ] [ 注 23 ] |
| 大分県         | テレビ大分（TOS）         | 日本テレビ系列 フジテレビ系列 | 2022年4月 -                  | 金曜 19:00 - 20:00 | 同時ネット | [ 注 24 ]                               |
| 北海道         | 北海道文化放送（uhb）     | フジテレビ系列                | 2020年7月18日 -              | 土曜 12:00 - 12:59 | 遅れネット | [ 注 25 ]                               |
| 沖縄県         | 沖縄テレビ（OTV）         | フジテレビ系列                | 2018年10月26日 -             | 金曜 15:50 - 16:50 | 遅れネット | [ 注 26 ]                               |
| 岡山県・香川県 | 岡山放送（OHK）           | フジテレビ系列                | 2020年10月3日 -              | 不定期放送         | 遅れネット | [ 注 27 ]                               |
| 福岡県         | テレビ西日本（TNC）       | フジテレビ系列                | 2020年1月5日 - 2021年10月3日 | 不定期放送         | 遅れネット | [ 注 28 ]                               |
| 山口県         | テレビ山口（tys）         | TBS系列                       | 不明                         | 不定期放送         | 遅れネット |                                         |

## スタッフ

### レギュラー版（2025年8月1日以降）
- ナレーター：奥畑幸典、真仲莉央【毎週】、佐野瑞樹・榎並大二郎（フジテレビアナウンサー）、津田美波（津田→以前は毎週→一時離脱）【週替り】
- 美術プロデュース：副島翔太郎（フジテレビ）、森健彦
- デザイン：斎田崇史（フジテレビ）[12]
- アートコーディネーター：村瀬大
- 大道具製作：宮路博貴
- 大道具操作：渡辺桃加
- 装飾：西村怜子
- 小道具：牛沢直樹
- 植木装飾：後藤健
- アクリル装飾：松本健、堀内重彰
- メイク：山田かつら【毎週】、魚住真弓【週替り】
- TP：辻本豊
- TD／SW：浜島一雄
- CAM：福永顕芳、宮本亜里【週替り】
- VE：久保貴博
- AUD：水本陵太
- 照明：藤沢勝
- TK：海老澤廉子
- 音響効果：樋口謙
- CG：奥田真也
- イラスト：江原ノブヒロ（以前は協力）、グレートインターナショナル、リトルベア、田中光、森本レオリオ【週替り】
- EED：宮下圭介、篠原一端、橋本逸人、森威志【週替り】
- MA：小川るみ、小林大介、松岡洋一（小林・松岡→一時離脱→復帰）【週替り】
- リサーチ：ビスポ、ジャパンフッテージ(JFK)【毎週】、TOP SPIN CREATIVE、パンドラ【不定期】
- 協力：フジアール、fmt、ニユーテレス、e-naスタジオ、IMAGICA、青二プロダクション、UNBIT、Roppongi-Lab、東京オフラインセンター、イカロス、ろけバス【毎週】、猫と建築社、アピスエス、ティーピーブレーン、河童隊、バンブーパーム、山形カシオ株式会社、土肥ダイビングサービス、ダイビングサービス㈱海遊社、Logoseose【週替り】
- 獣医：田向健一
- 動物情報：福山貴昭（ヤマザキ動物看護大学、以前は動物協力）
- 広報：望月亜慧梨（フジテレビ）
- デスク：山内沙南
- 企画協力：JK企画
- 制作協力：D:COMPLEX、Orange.【毎週】、ぷろぺら、NEBULA、alpha grid【週替り】
- 再現ドラマ演出：川野浩司【不定期】
- AD[注 29]：橋本圭佑、畠山玲奈、松岡剛史、吉成あゆみ、中山航大、金田知砂、成田駿、川口倫義、青木美菜子、甲斐歩野、長峰里紗、篠宮萌生、加藤真悠里、多口由紀音、高橋穂夏、伊藤克樹、佐藤万彩、熊﨑智文、戸崎優斗、国分健斗、福原茉奈、秋田遥香、松本澪奈、三浦未来、三好萌、白石大治、石濱雄希、大島万葉、平野芙夏、中込里穂、石井里加子、鬼澤透、田中玲那、立花璃奈【週替り】
- AP：森本有紀子・尾台優美（D:COMPLEX）、重光麻由【毎週】、長谷川麗、青木千紘（青木→以前はAD）、菅谷美香（alpha grid）【週替り】
- ディレクター：大須賀良（ガスコイン・カンパニー）、久野和洋、大谷真也、村瀬拓也、山下達也、岸本泰（D:COMPLEX）、荒木志宜、横山楓人【毎週】、岸宏美・長久保彰宏・木畑直記（Orange.）、綿貫智彦、三根榮太郎・郡司真理（ぷろぺら）、則武和真、三宅佑治、蔡理皓、伊藤和、辻井孝之、平山有果、樋江井美月【週替り】（大須賀→以前は週替り→毎週D→一時離脱、村瀬・横山・綿貫・樋江井→以前はAD、大須賀〜蔡→一時離脱→復帰）
- プロデューサー：神尾昌宏（D:COMPLEX）、勝又郁乃（イージスネットワーク）【毎週】、渡辺舞（Orange.）【週替り】
- 演出：夫馬教行（D:COMPLEX）、玉置遼（フジテレビ、以前はAD→FD→ディレクター）【毎週】、伊藤嘉彦（ぷろぺら→ONETEN）、長江俊和（NEBULA）、木戸正造、神谷竜仁【週替り】
- 総合演出：筧大輝（フジテレビ、以前はディレクター）
- チーフプロデューサー：大川友也（フジテレビ、以前はプロデューサー→一時離脱→復帰）
- 制作：フジテレビスタジオ戦略本部第3スタジオ（以前は編成局制作センター第2制作室→編成制作局制作センター第2制作室→編成制作局バラエティ制作センター→編成総局バラエティ制作局バラエティ制作センター）
- 製作著作：フジテレビ

#### 過去のスタッフ
- 制作統括：小仲正重・石塚大志（フジテレビ、石塚→2019年8月2日-2020年9月）
- ナレーター：藤原和博、佐藤アサト、小川花子、春山誉賜弥、垂木勉、高塚正也、オーウェン真樹、真地勇志、岸本理沙（当時フジテレビアナウンサー）【週替り】
- 構成：板坂尚、永井孝裕、堀由史、木南広明、水野宗徳、狩野孝彦、山形遼介【毎週】、久住祐摩【週替り】
- 大道具操作：佐藤貴志（以前は大道具製作）、清水愛
- 衣装：岡田夏海
- マルチ：マルチバックス
- 校正：タイトルアート
- イラスト：NOJIX、今野さと子、ぴーたん
- VE：遠藤真保
- AUD：浅岡利津子
- EED：稲垣浩二
- MA：阿部雄太
- リサーチ：クリーク・アンド・リバー社（以前は制作協力）
- 協力：VIC、スウィッシュジャパン、パシオ、(有)こおり、なんてん社、SDTエンタープライズ、Sharaku、泉放送制作、SWISH JAPAN、オムニバス・ジャパン
- 動物監修：小宮輝之、間曽さちこ
- 動物協力：五木田利奈
- 広報：長谷川智子（フジテレビ）
- デスク：筒井さより、藤原加奈、甲斐裕美、長谷川愛実
- 協力プロデューサー：神野陽子
- 制作協力：IVSテレビ制作、EpocL
- AD：平山泰生、甲斐歩野、對馬美沙子、三澤栄仁、西信、鈴木愛
- AP：徳永勝也（スマイトピクチャーズ）、中村いずみ（クリーク・アンド・リバー社）、橋本美穂、吉川真(麻)紀子、山科智稔（スーパーディレクターズプロジェクトTV）、山田菜瑠（山田→毎週）、開発勇輔（EpocL、一時離脱→復帰）、金子千紗都
- ディレクター：松田敦・市川貴弘（IVSテレビ制作）、土屋豪広・水野将仁・池山喜勇（クリーク・アンド・リバー社）、中島義天（スマイトピクチャーズ）、立浪貴司（Orange.）、広田剛己、石野将、三谷三四郎、山口博之、柴田真嗣、横田哲平・海野友梨・太田直登（D:COMPLEX）、三瓶翔士、瀬津巧、桑幡真禄、平岩憲和（daInaRI）、百々隆了、開発太志、有賀響平、前田さつき、武富博志、大矢啓太、梶原瑛司、本橋宏之、狩野紀明、香月信、鈴木章浩、奥野祐士、金澤賢史、星裕介（桑幡・太田・香月→以前はAD、香月→一時離脱→復帰）
- 演出監修：立浪仁志（Orange.、以前は総合演出）
- プロデューサー：山田賢太郎・南條祐紀（フジテレビ、南條→2022年9月16日-）、田本紀子（D:COMPLEX）、宇和川隆（クリーク・アンド・リバー社）、新井勝也・須山由佳子（IVSテレビ制作）、小橋卓、新本あじあ、長谷川うらら、大西訓世（Orange.）、大川泰（STAY TUNED）、古谷忠之（AIR-X）、神崎奈央子（ぷろぺら、以前は週替りAP）、仲村孝明（alpha grid）、宮崎孝幸（ステイ）、増谷秀行（ザ・スピングラス）（宮崎・増谷→以前は毎週）
- 演出：村上俊教・後藤美和（Orange.、後藤→毎週）、大平進士（EpocL、以前は毎週）
- チーフプロデューサー：清水泰貴・江本薫（フジテレビ、江本→以前はプロデューサー）

### どうぶつ珍プレー好プレー大賞
- 企画：東園基臣（フジテレビ）
- ナレーション：佐藤賢治、竹内友佳（フジテレビアナウンサー）、藤原和博、小川花子、コーイチ
- 構成：村上卓史、天野敏宏、渡邊真恵
- TP：辻本豊
- TD/SW：真野昇太
- CAM：中山由貴
- VE：澤田将人
- AUD：北野尚史
- LD：狩備篤志
- 美術プロデューサー：森健彦
- デザイン：齋田崇史
- 美術進行：三上貴子
- 大道具：藤井雅人
- アクリル装飾：稲垣雄二
- 植木装飾：後藤健
- 電飾：石井誠
- 音効：星裕介
- TK：小島陽子
- EED：加藤英生
- MA：水野学
- CG：奥田真也
- イラスト：グレート・インターナショナル
- 撮影協力：JRA東京競馬場
- 美術協力：フジアール
- 技術協力：fmt、IMAGICA、4-Legs
- リサーチ：高森雄幸、鈴木さくら、小島真一
- 広報：太田真紀子（フジテレビ）
- 営業：丹羽花奈、宮崎豊（フジテレビ）
- AD：三澤栄仁、中島涼香、太田直登
- AP：市川義信
- ディレクター：久野和洋、児山昌平、安倍洋平、広田剛己
- プロデューサー：田本紀子
- 総合演出：神尾昌宏
- 制作：D:COMPLEX
- 製作著作：フジテレビ